# Le Beau Voyage (album)
Pour les articles homonymes, voir Le Beau Voyage.
Albums de Gérard Jaffrès
Viens dans ma maison
(2003) Mon pays t'attend
(2007)
Le Beau Voyage, huitième album studio de Gérard Jaffrès, plonge l'auditoire dans un voyage au gré des vagues bretonnes. On y croise des personnages typés tels qu’Océane la jolie Breizh-îlienne, Youenn le marin ou encore Maëllo. Deusta Buan, une chanson en breton, raconte les souvenirs d'éducation que sa grand-mère lui a laissé. Des chansons qui sont une invitation au voyage, comme un bohémien qui a la route dans le sang, le beau voyage sur les îles avec Gwena (Molène, Kerguelen, Sein...). Des textes parfois poétiques (Le dernier jour de l'été, Marie-Jeanne) ou humoristiques (Maëllo, ponctué du dialecte breton du Pays de Léon, Les chouettes vacances, une aventure à la campagne qui commence par la voix off d'une curieuse léonarde). Il est aussi question d'écologie (La complainte de l'ours). C'est Clair comme de l'eau.

## Liste des titres
| No  | Titre                           | Durée |
| --- | ------------------------------- | ----- |
| 1.  | Océane, la jolie Breizh îlienne | 3:43  |
| 2.  | Clair comme de l'eau            | 3:30  |
| 3.  | La complainte de l'ours         | 2:46  |
| 4.  | Le dernier jour de l'été        | 4:34  |
| 5.  | Deusta buan                     | 3:45  |
| 6.  | Maëllo                          | 2:55  |
| 7.  | La route dans le sang           | 3:38  |
| 8.  | Dis-moi si tu m'aimes           | 3:00  |
| 9.  | Youenn le marin                 | 3:49  |
| 10. | Chanson pour Marie-Jeanne       | 3:25  |
| 11. | Gwena                           | 3:28  |
| 12. | Le beau voyage                  | 3:05  |
| 13. | Les chouettes vacances          | 3:51  |

Paroles et musiques Gérard Jaffrès, except. (6) : musique Julien Jaffrès
- Single : Le dernier jour de l'été

## Enregistrement
- Arrangements et réalisation : Gérard Jaffrès
- Pré-production : Studio Jyem Godfroid (Éghezée)
- Mixage : Studio Dada (Bruxelles), technicien David Minjauw
- Enreg. Harpe : Studio Amadeus (Brest)
- Production Kelou Mad pour Coop Breizh

### Musiciens
Gérard Jaffrès (basse, guitares, claviers), Julien Jaffrès (batterie, guitare électrique, claviers), Pol et Hervé Quefféléant (harpe celtique), Bernard Wrincq (guitares, claviers), Burt Blanca (banjo), Sébastien Theunissen (violon, mandoline), Pascal Sananikone et Philippe Balleeger (bombardes), Sophie Cavez (accordéon), Yves Barbieux (flûtes), Patrick Dourcy (cornemuse) ...
- Illustrations : Gérard Jaffrès
- Photos et graphisme : Mproduction

## Ventes
À la mi-juin 2005 dans une grande surface à Landivisiau, le CD se vendait au rythme de 75 à l'heure. Il est resté en tête des ventes en Bretagne, au coude-à-coude avec Tri Yann et le Bagad de Lann-Bihoué.